# Nalón
Râul Nálón este un râu din Spania și cel mai mare râul din principatul Asturia.